# 長楽寺 (中津川市)
長楽寺（ちょうらくじ）は岐阜県中津川市阿木にある十一面観音菩薩を本尊とする天台宗の寺院。山号は大通山、院号は普門院。 恵那三十三観音霊場 第十三番。

## 歴史
阿木大根木左大坊(阿木5865番地)に在って大通山 普門院 長楽寺と称する。
長楽寺に伝わる「歴代数等書上帳控」文政12年(1829年)3月19日の条に、
弘仁年間(810～823年)に、桜堂薬師の開山である三諦上人覚祐が開山し創建したという記録がある。
本尊の十一面観音菩薩は行基による作と伝わる。
当地における有力な寺院として大規模な伽藍を構え、(梅本坊　一輪坊　高下坊　大威坊　中野坊　東古坊　等覚坊　法学坊　左大坊　観右坊　観喜坊　玄徳坊)の12の坊院があったとされる。
天文2年(1533年)、観右坊住職の慈船が長楽寺の基礎を築いたと思われるが、
天正2年（1574年）2月、東濃に侵攻した武田勝頼の焼討により焼失。梵鐘は武田勢に持ち去られた。爾来鐘の無い寺となり現在に至っている。
伝説によると、武田勢に襲撃された際に本尊の十一面観音菩薩は川に投げ込まれたものの、自ら川を遡ってそれに抗ったという。
慶長2年(1597年)に、梅本坊住職の真海が四世住職となり再興に努め、現在の地に移されて再建された。
明治元年(1868年)、神仏混淆であった長楽寺は神仏分離令により廃寺とされ、志那都比古神・志那都比売神を祀っていた奥の院は、風神神社となった。
昭和17年(1932年)に、宗教団体法制定にあたり復興されて現在に至っている。
「巌邑府誌」には、「……古ハ、堂閣門曁属坊十二有リ　兵災二罹リテ亡フ　即チ今田間ノ地ニ　其坊ト名ツクル者有り　　　　乃チ属坊之趾也　熟ツラ地理ヲ観ルニ　狭隘ニシテ　許多ノ堂閣有ル可ラズ　疑フラクハ　此地旧ト属坊ニテ　廃後長楽寺ヲ此ニ徒建セシカ」との記述がある。
長楽寺は、鎌倉期の土師器と室町期の十一面観音を残して現在に至っているが、十二坊が属していたには境内が狭すぎるため、巌邑府誌の作者は、「……蓋シ長楽寺旧蹟ヲ以テナルカ」と、萬嶽寺の境内を長楽寺の旧地と推察したのであろう。
毎年8月9日には、九万九千日の祭礼が行われている。
本尊の十一面観音菩薩立像は寄木造で行基の作と伝えられる。昭和39年(1964年)2月20日に中津川市の文化財に指定された。
本尊の他には、三十三所観世音菩薩像、不動明王像、仁王像、歓喜天像(二宮三郎氏寄進)、風天子像(長楽寺従前より安置)、風天子像(旧・風神神社本尊)薬師如来座像、北辰妙見菩薩像(内津妙見菩薩)、慈恵大師座像、地蔵菩薩(石像)、七福神像、弘法大師像が所蔵されている。
奈良時代前期の土師器も所蔵されており、昭和39年(1964年)3月24日に中津川市の文化財に指定された。
また境内には、樹齢800年余、高さ約28m、幹の周囲7.5mのイチョウの大木があり、昭和42年(1967年)2月14日に岐阜県の天然記念物に指定された。